# Manuel Azcárate
Pour les articles homonymes, voir Azcárate.
Manuel Azcárate (né à Madrid, le 7 octobre 1916 ; mort dans la même ville, le 25 août 1998 ) était  un homme politique espagnol, dirigeant du Parti communiste d'Espagne (PCE) pendant une bonne partie du XXe siècle.

## Biographie
Manuel Azcárate est issu d'une famille de la haute bourgeoisie, qui a joué un rôle important dans l'histoire de l'Institution libre d'enseignement (Institución Libre de Enseñanza), notamment son grand-oncle, Gumersindo de Azcárate. Son père, Pablo de Azcárate, était diplomate. Lui-même fait des études de droit.
Militant communiste à partir de 1934, il part en exil à Paris en 1939, après la défaite des républicains dans la guerre civile. Pendant la Seconde Guerre mondiale, il fait partie de l'équipe de Jesús Monzón ; il est longuement interrogé par Santiago Carrillo après l'invasion du val d'Aran ; il subit une période de semi-disgrâce (jusqu'en 1958). Il travaille pour les organes officiels du PCE : Mundo Obrero et Nuestra Bandera. Il passe quelques années en URSS (1959 – 1964). Il rentre en Espagne en 1976, au début de la transition démocratique espagnole.
C'est un partisan affirmé de l'eurocommunisme. Membre du Comité central puis du Comité exécutif du PCE, il se présente aux élections générales de 1977 dans la province de León, mais n’est pas élu. Se trouvant à la tête d'un groupe de « rénovateurs », il entre en conflit avec le secrétaire général, Santiago Carrillo, et est exclu du parti en 1982. Par la suite, il travaille comme éditorialiste pour le quotidien El País.